# Сабер, Ибрагим
Ибрагим Сабер (бенг. ইব্রাহিম সাবের, 1945, Бенгальское президентство, Британская Индия — 19 июня 2019, Дакка) — пакистанский и бангладешский хоккеист (хоккей на траве), защитник и полузащитник, футболист, крикетист, баскетболист. Чемпион мира 1971 года.

## Биография
Ибрагим Сабер родился в 1945 году.
В 1970-е годы выступал за сборную Пакистана по хоккею на траве. В 1971 году в её составе завоевал золотую медаль дебютного чемпионата мира в Барселоне.
После того как Бангладеш в 1971 году стала независимой, стал выступать за сборную Бангладеш. Был её капитаном, в том числе в 1978 году на хоккейном турнире летних Азиатских игр в Бангкоке.
Кроме того, играл в футбол за «Абахани» из Дакки, крикет и баскетбол в национальных высших лигах.
В 1997 году был удостоен Национальной спортивной премии.
Умер 19 июня 2019 года в Дакке в больнице Бангладешского медицинского колледжа.

## Семья
У Ибрагима Сабера были двое сыновей и дочь.